# Minakshi-Tempel

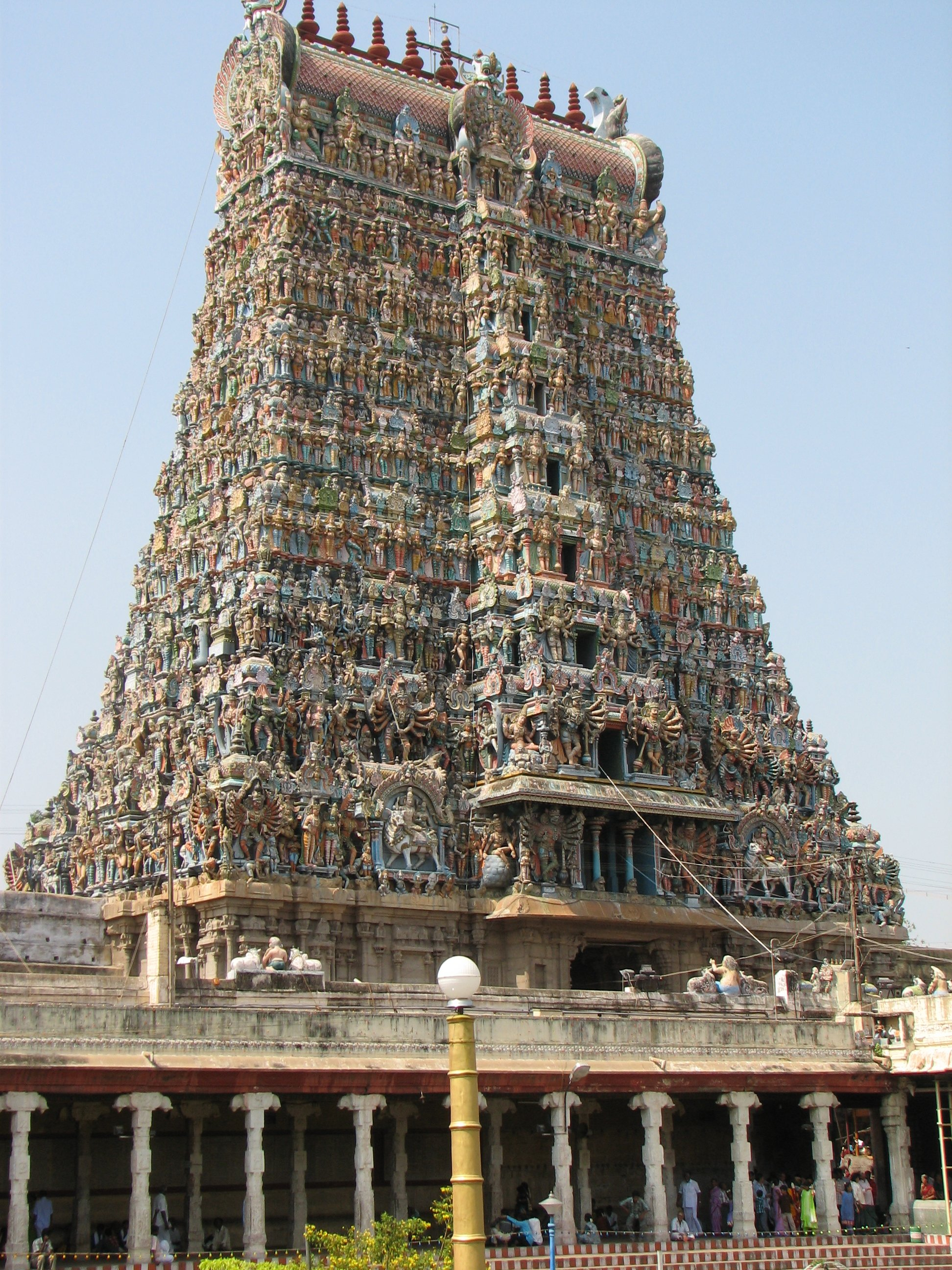
Südgopuram des Minakshi-Tempels

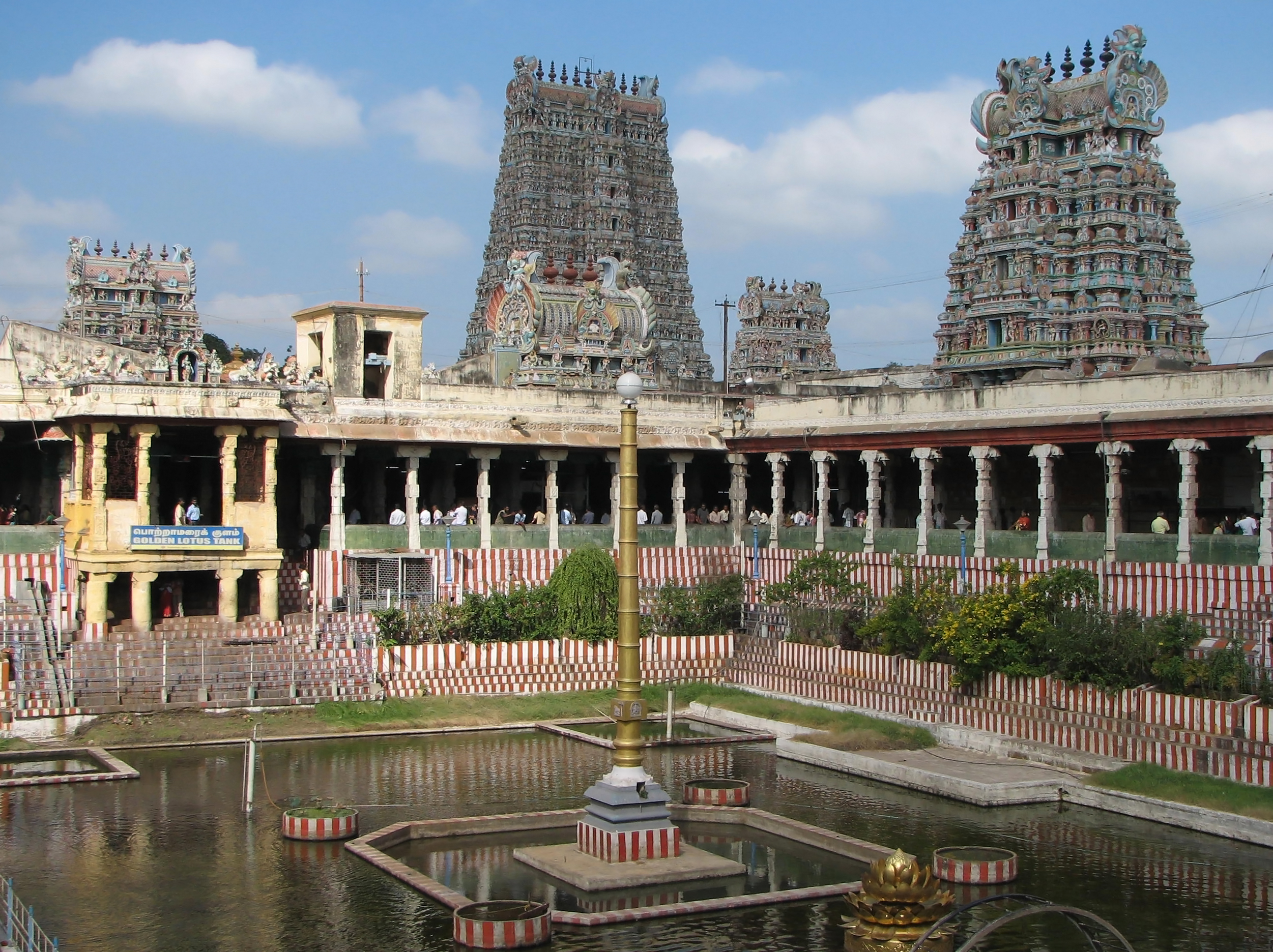
Im Inneren des Tempelkomplexes

Der Minakshi-Tempel (Tamil: மதுரை மீனாட்சி சுந்தரேசுவரர் கோயில், in der englischen Schreibweise: Meenakshi Amman Temple; voller Name: Sri-Minakshi-Sundareshwara-Tempel) ist ein Hindu-Tempel in der Stadt Madurai im südindischen Bundesstaat Tamil Nadu. Er ist Minakshi, der lokalen Erscheinungsform der Göttin Parvati, und Sundareshvara (Shiva) geweiht, die dem Mythos zufolge in Madurai geheiratet haben sollen. Im Gegensatz zu den meisten anderen Shiva-Tempeln steht in Madurai nicht Shiva, sondern die Göttin im Mittelpunkt der Verehrung. Die ältesten Teile des Minakshi-Tempels stammen aus der Pandya-Zeit des 12.–13. Jahrhunderts, seine heutige Gestalt erhielt der Tempel im Wesentlichen während der Nayak-Herrschaft im 16.–17. Jahrhundert.
Der Minakshi-Tempel zählt zu den herausragendsten Beispielen für die dravidische Tempelarchitektur. Wie es für diesen Baustil kennzeichnend ist, hat der Tempel einen rechteckigen Grundriss und ist nach geometrischen Prinzipien aufgebaut. Der mit über sechs Hektar sehr weitläufige Tempelkomplex besteht aus drei konzentrischen Bereichen, die um die beiden Sundareshvara und Minakshi geweihten Hauptschreine herum aufgebaut sind. Im Inneren des verwinkelten Tempelkomplexes befinden sich zahlreiche weitere Bauelemente, darunter Korridore, mehrere große Säulenhallen und ein Tempelteich. Die zwölf hoch aufragenden Gopurams (Tortürme) des Tempels sind mit üppigem und bunt bemaltem Figurenschmuck ausgestattet und beherrschen weithin sichtbar das Stadtbild Madurais. Auch der Stadtgrundriss Madurais richtet sich nach dem Minakshi-Tempel, welcher den Mittelpunkt der Altstadt bildet und von mehreren konzentrischen Ringstraßen umgeben wird.

## Mythos
Wie fast jeder wichtige südindische Tempel besitzt auch der Tempel von Madurai eine eigene Ortslegende (sthalapurana), welche die mythische Geschichte des Tempels erzählt. Die Ortslegende des Minakshi-Tempels trägt den Titel Tiruvilaiyadarpuranam. Sie ist in zwei tamilischsprachigen Versionen (eine vom Autor Perubatrapulliyur Nambi aus dem 12. Jahrhundert und eine von Paranchodimunivar aus dem frühen 16. Jahrhundert) und einer Sanskrit-Version mit dem Titel Halasyamahatmya überliefert. Die Gründungslegende des Tempels von Madurai lautet wie folgt:

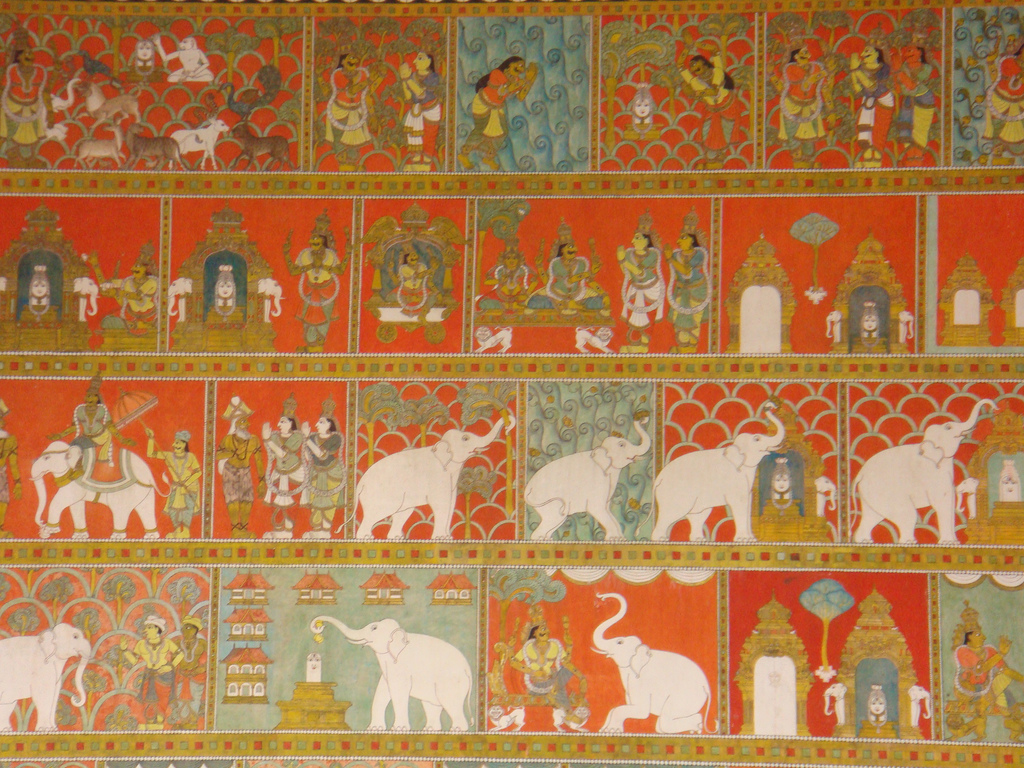
Im Säulengang um den Tempelteich erzählen Wandmalereien aus dem 17. Jhd. die Ortslegende des Tempels nach.

Der Gott Indra beging eine Sünde, indem er einen Brahmanen tötete. Von Reue geplagt begab er sich aus dem Himmel auf die Erde. Als er dort einen Hain von Kadamba-Bäumen durchschritt, fühlte er sich plötzlich von seiner Bürde erlöst. Unter einem Kadamba-Baum neben einem Teich entdeckte Indra ein Linga (Zeichen Shivas). Indra verehrte das Linga und baute um es herum einen kleinen Schrein. Bei einem der Lingas, die heute im Minakshi-Tempel verehrt werden, soll es sich um ebenjenes Linga handeln. Eines Tages verbrachte der Kaufmann Dhanajaya eine Nacht in jenem Schrein und sah, wie die Götter das Linga verehrten. Er berichtete dem Pandya-König Kulasekara, der in der nahen Stadt Manavur herrschte, von dem, was er gesehen hatte. Am selben Tag hatte Kulasekara im Traum von Shiva die Anweisung erhalten, an dem Ort, den Dhanajaya ihm nennen würde, einen Tempel und eine Stadt zu errichten. Auf dieses Zeichen hin gründete der König Madurai und ließ den Tempel erbauen.
Des Königs Nachfolger Malayadhvaja hatte keine Nachkommen und vollzog ein Opfer, um von seiner Kinderlosigkeit erlöst zu werden. Daraufhin entstieg Minakshi dem Opferfeuer in Form eines dreijährigen Mädchens, das drei Brüste hatte. Eine Stimme aus dem Himmel verkündete dem König, das Mädchen würde die überzählige Brust verlieren, sobald sie ihren zukünftigen Ehemann erblicken würde. Als sie herangewachsen war, wurde Minakshi zur Königin gekrönt. Sie zog mit einer großen Armee aus, um die Welt zu erobern. Nachdem sie in vielen Schlachten siegreich gewesen war, kam sie zum Kailasa-Berg (der Wohnstätte der Götter) und forderte das Heer Shivas heraus. Als sie Shiva auf das Schlachtfeld treten sah, verlor sie ihre dritte Brust und erkannte in ihm ihren zukünftigen Gatten. Shiva beschied Minakshi, nach Madurai zurückzukehren. Wenige Tage später folgte er ihr und ehelichte sie in einer großartigen Hochzeitszeremonie. Zusammen mit Minakshi herrschte Shiva unter dem Namen Sundara Pandya über Madurai und vollzog viele wundersame Taten. Kartikeya (Murugan) wurde als Sohn des göttlichen Paares geboren und folgte unter dem Namen Ugra Pandya seinen Eltern auf den Thron. Daraufhin zogen sich Shiva und Minakshi in den Tempel zurück und verschwanden. Der Gott Shiva kehrte aber immer wieder zurück, um Wunder zu vollbringen, und bleibt der wahre Herrscher über Madurai.

## Geschichte

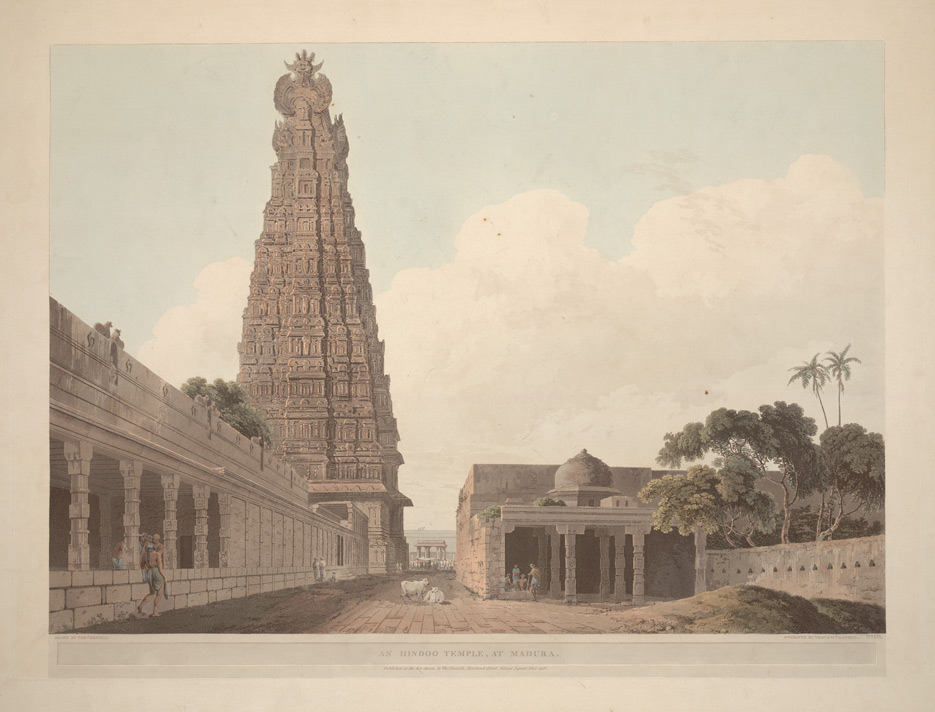
An Hindoo Temple, at Madura (Aquarell von Thomas und William Daniells, 1798)

Die Ursprünge des Minakshi-Tempels lassen sich nur schwer fassen. Die Stadt Madurai gehört zu den ältesten Südindiens und war bereits in den ersten Jahrhunderten v. Chr. die Hauptstadt des Pandya-Reiches. Die Stadt wird in der tamilischen Sangam-Literatur (1. bis 6. Jahrhundert n. Chr.) und in den Reiseberichten antiker griechischer und römischer Autoren beschrieben. Mehrere Werke der Sangam-Literatur erwähnen ein Shiva-Heiligtum in Madurai, doch sind die Angaben zu vage, als dass sich dieser sicher mit dem heutigen Tempel identifizieren ließe. Auch für die Verehrung der Minakshi gibt es aus der frühen Zeit keine Belege.
Die ältesten Teile des heutigen Tempels stammen aus der Zeit der zweiten Pandya-Dynastie aus dem 13. Jahrhundert. Die früheste Inschrift stammt aus der Regierungszeit König Kulasekara Pandiyans (1190–1223), der auch in der Ortslegende des Tempels als mythischer Gründer genannt wird. Während seiner Herrschaft entstanden die beiden Hauptschreine des Tempels. Seine Nachfolger ließen im 13. Jahrhundert den Tempelkomplex erweitern und erbauten die ersten beiden Gopurams. Im Jahr 1311 eroberten aus Nordindien kommende islamische Truppen Madurai und plünderten auch den Tempel. Nachdem das Vijayanagar-Reich die kurzlebige muslimische Herrschaft über Madurai beendet und die Stadt eingenommen hatte, wurde der Tempel 1371 wieder instand gesetzt. Die Könige von Vijayanagar setzten in Madurai Militärstatthalter (Nayaks) ein, die nach dem Fall des Vijayanagar-Reiches im Jahr 1565 die Macht übernahmen. Während der Nayak-Zeit wurde der Tempel von Madurai maßgeblich erweitert und erhielt im 16. und 17. Jahrhundert im Wesentlichen seine heutige Gestalt.

## Lage

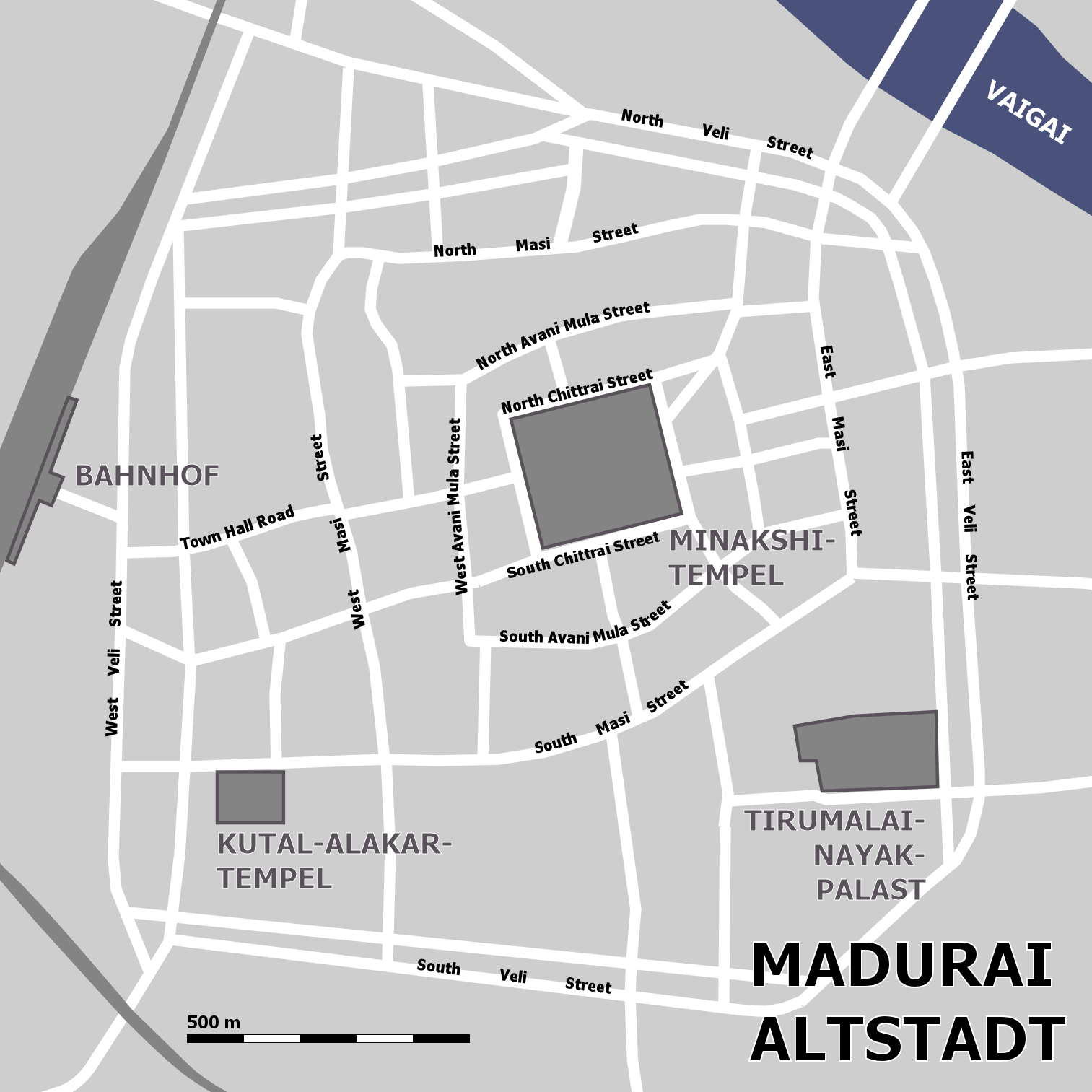
Der Minakshi-Tempel bildet den Mittelpunkt der Altstadt Madurais

Der Minakshi-Tempel liegt im Zentrum der am rechten, d. h. südlichen Ufer des Vaigai-Flusses gelegenen Altstadt Madurais. Der Stadtgrundriss Madurais richtet sich nach dem Minakshi-Tempel: Der Tempel bildet den Mittelpunkt der Altstadt und wird von mehreren konzentrischen annähernd rechteckigen Straßenringen umgeben, die grob seinen Umrissen folgen. Den innersten Straßenring, die Adi Street, bilden die Hofflächen innerhalb des Tempelkomplexes. Direkt außerhalb der Tempelmauern verläuft die Chittrai Street, es folgen von innen nach außen die Avani Mula Street und die Masi Street. Diese Ringstraßen sind nach Monaten des tamilischen Kalenders benannt. In dem jeweiligen Monat findet ein Tempelfest statt, bei dem auf der entsprechenden Straße eine Prozession veranstaltet wird (mit der Ausnahme, dass die Prozessionen der Monate Masi und Chittrai vertauscht wurden). Die äußerste Ringstraße, die Veli Street wurde an der Stelle der Anfang des 19. Jahrhunderts zerstörten Stadtbefestigung gebaut. Im rechten Winkel zu den Ringstraßen führen im Süden, Westen und Norden Straßen axial auf die Eingangstore zu.
Mit seinem konzentrisch um den Minakshi-Tempel herum aufgebauten Stadtgrundriss verkörpert Madurai den klassischen Typus der südindischen Tempelstadt, wenn auch nicht in derselben Regelmäßigkeit wie etwa das Idealbeispiel Srirangam.

## Architektur

### Überblick

Grundriss (Zahlen beziehen sich auf den Text)

Der Minakshi-Tempel umfasst einen 258 × 241 m großen rechteckigen Bereich mit einer Grundfläche von 6,2 Hektar. Die sechs Meter hohe Umfassungsmauer besitzt in jeder der vier Himmelsrichtungen ein Eingangstor, das jeweils von einem massiven Gopuram (1–4) bekrönt wird. Die Linien, welche zwischen den Gopurams verlaufen, bilden die Hauptachsen des Tempels. Sie sind etwas aus der Mitte versetzt und an den Himmelsrichtungen orientiert, allerdings um 16° verdreht.
Ebenso wie sich der Stadtgrundriss Madurais nach dem Minakshi-Tempel richtet, ist auch der Tempelkomplex selbst konzentrisch aufgebaut. Die zahlreichen ineinander übergehenden Bauteile im Inneren des Tempels verbinden sich zu einem verwinkelten und schwer zu überschauenden Komplex. Im Inneren des Tempels befinden sich zwei Hauptschreine. Einer ist Minakshi und einer Sundareshvara (Beiname Shivas) geweiht. Der Sundareshvara-Schrein (5) liegt im Schnittpunkt der Hauptachsen, der Minakshi-Schrein (6) befindet sich südwestlich davon. Eine Nebenachse verläuft parallel zur ost-westlichen Hauptachse durch das Minakshi-Heiligtum zum „Tor der acht Gottheiten“ (7) in der östlichen Mauer. Der Sundareshvara- und der Minakshi-Schrein werden von jeweils zwei konzentrischen Umfassungsmauern mit weiteren Gopurams umgeben. Diese schließen zwei von Säulen gestützte Umgänge (Prakaras) ein. Auf dem Hof des Tempels umgibt ein dritter Prakara die beiden Heiligtümer.
Neben den beiden Hauptschreinen gehören zum Tempelkomplex noch ein separater kleinerer Schrein für die Gottheit Javandishvara (einer weiteren Erscheinungsform Shivas) südlich des Minakshi-Heiligtums (8), ein Tempelteich (9), drei große Säulenhallen (Mandapas) im östlichen Bereich des Tempels – die Tausend-Säulen-Halle (10), das Viravasantaraya-Mandapa (11) und das Minakshi-Nayaka-Mandapa (12) – sowie kleinere Mandapas, verbindende Korridore und andere kleinere Bauelemente (Räume der Tempelverwaltung, Wirtschaftsgebäude, Stallungen etc.).

### Gopurams

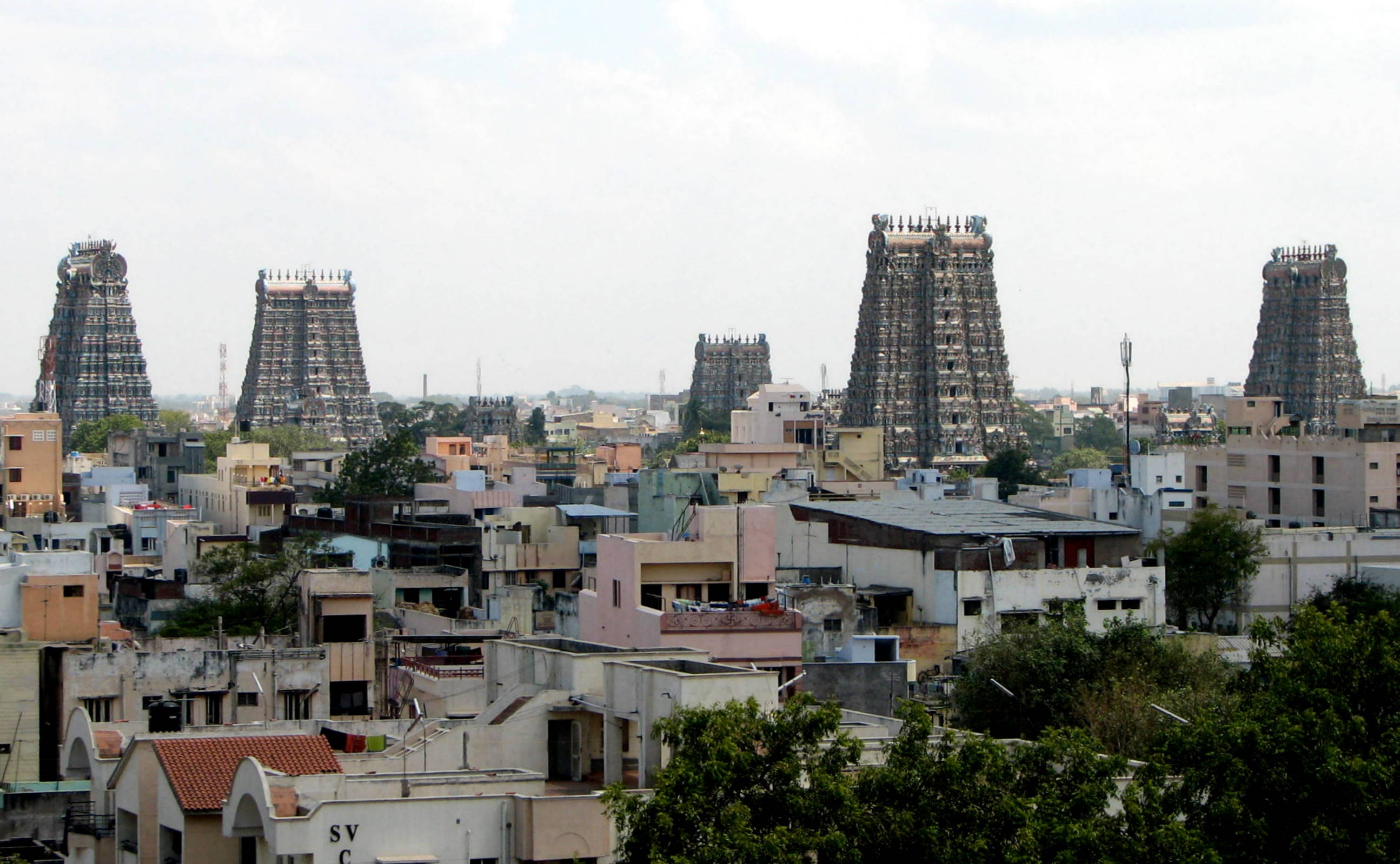
Die hoch aufragenden Gopurams beherrschen die Skyline Madurais.

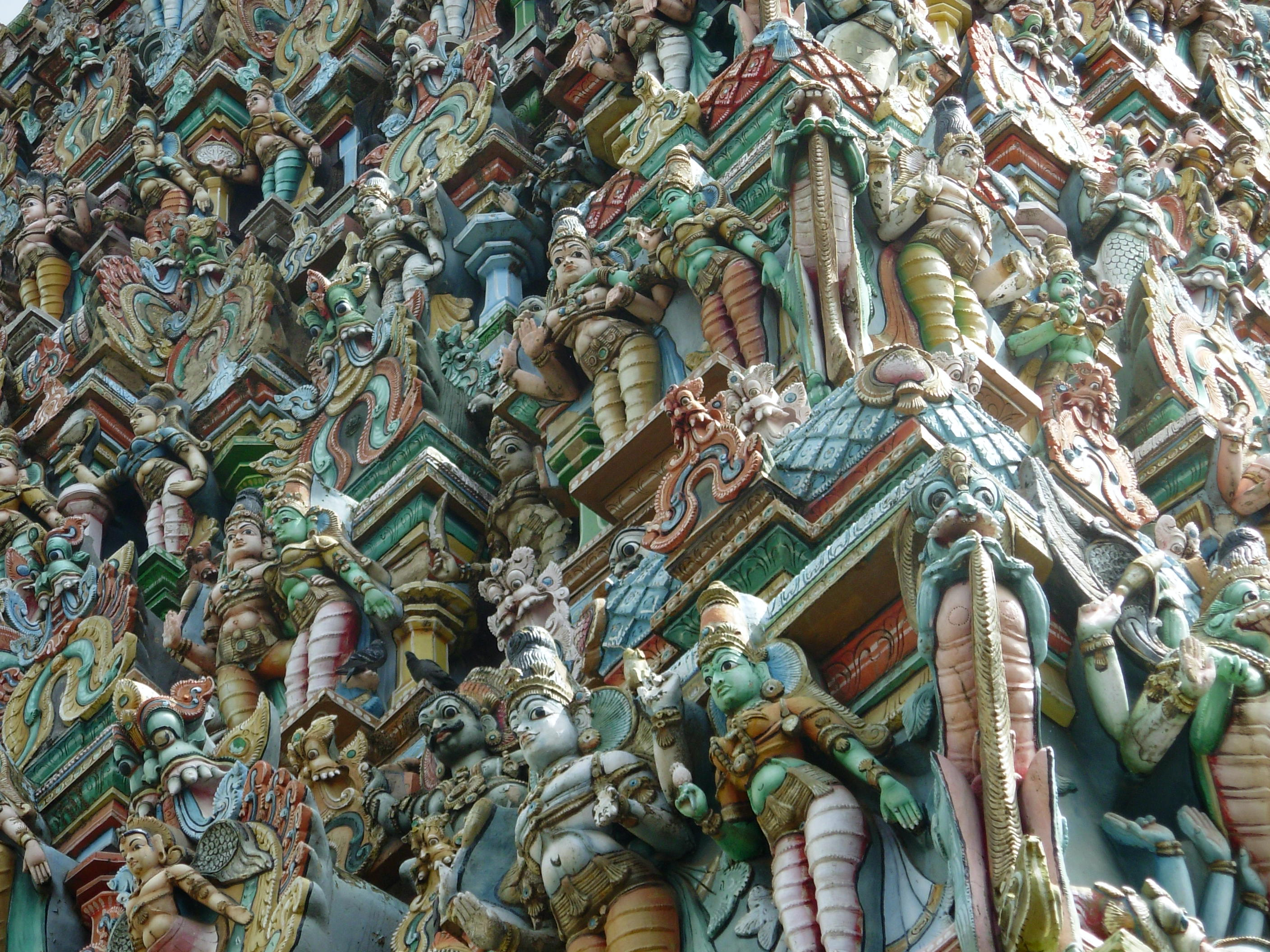
Überbordender Figurenschmuck an einem der Gopurams

Der Minakshi-Tempel verfügt über zwölf Gopurams (Tortürme). Wie es für den Dravida-Stil typisch ist, nimmt ihre Größe von außen nach innen ab. Die vier Gopurams in der äußersten Umfassungsmauer erreichen Höhen von rund sechzig Metern und beherrschen weithin sichtbar das Stadtbild Madurais. Sie bestehen aus einem zweistöckigen Sockel, einem Überbau aus neun Geschossen und einem Dachaufsatz. Ihre Form ist pyramidal mit einer konkaven Linienführung. Die Überbauten werden gänzlich von überbordendem Figurenschmuck aus jeweils über 1000 bunt bemalten Stuckfiguren von Göttern, Dämonen und mythologischen Szenen bedeckt. Die Ausstattung der Gopurams mit Figurenschmuck geht auf die Nayak-Zeit (16.–17. Jahrhundert) zurück. Als der Minakshi-Tempel 1960–63 umfassend renoviert wurde, kam es in der Öffentlichkeit zu einer lebhaften Debatte darüber, ob die Gopurams einfarbig oder entsprechend dem ursprünglichen Zustand bunt gestaltet werden sollten. Letztlich wurde die Frage durch eine Volksabstimmung zugunsten der polychromen Variante entschieden.
Der älteste der Gopurams ist der Ostgopuram, der 1256 vollendet wurde. Er ist auch als Raya Gopuram bekannt und hat eine Grundfläche von 20,1 × 33,8 m und eine Höhe von 60,7 m. Der 1323 gebaute Westgopuram ist 59,8 m hoch bei einer vergleichsweise kleinen Basis von 19,4 × 30,8 m. Als der schönste der Gopuram gilt wegen seiner besonders konkaven Form und dem Blick, der sich über den Tempelteich auf ihn bietet, der 1559 entstandene Südgopuram. Mit 62,6 m ist er zudem der höchste Gopuram, seine Grundfläche beträgt 49 × 20,4 m. Der Nordgopuram wurde zwischen 1564 und 1572 gebaut, blieb aber lange unvollendet und wurde erst im 19. Jahrhundert fertiggestellt. Er hat eine Grundfläche von 20,2 × 34 m und ist 59,6 m hoch.
Der größte der Gopurams im Tempelinneren ist der Chitra Gopuram, der in einer Linie mit dem Minakshi-Schrein und dem Tor der acht Gottheiten zwischen dem Tempelteich und dem Minakshi-Nayaka-Mandapa liegt. Er verfügt über sieben Geschosse und ist 45,9 m hoch. Sieben weitere, deutlich niedrigere Tortürme befinden sich an den Umfassungsmauern der beiden Schreine. Der Sundareshvara-Schrein hat fünf Gopurams – vier fünfstöckige in der äußeren Mauer, einen dreistöckigen in der inneren. In der Umfassungsmauer des Minakshi-Schreins befinden sich zwei Gopurams.
Traditionell führt der Haupteingang in den Tempel durch das Tor der acht Gottheiten. Heute werden aber meist die Gopurams als Eingänge genutzt. Der nördliche Gopuram ist dabei den Tempelpriestern vorbehalten. Der Ostgopuram galt lange als Unheil verheißend, weil sich einer Legende zufolge im 17. Jahrhundert ein Tempeldiener von ihm in den Tod gestürzt haben soll.

### Schreine

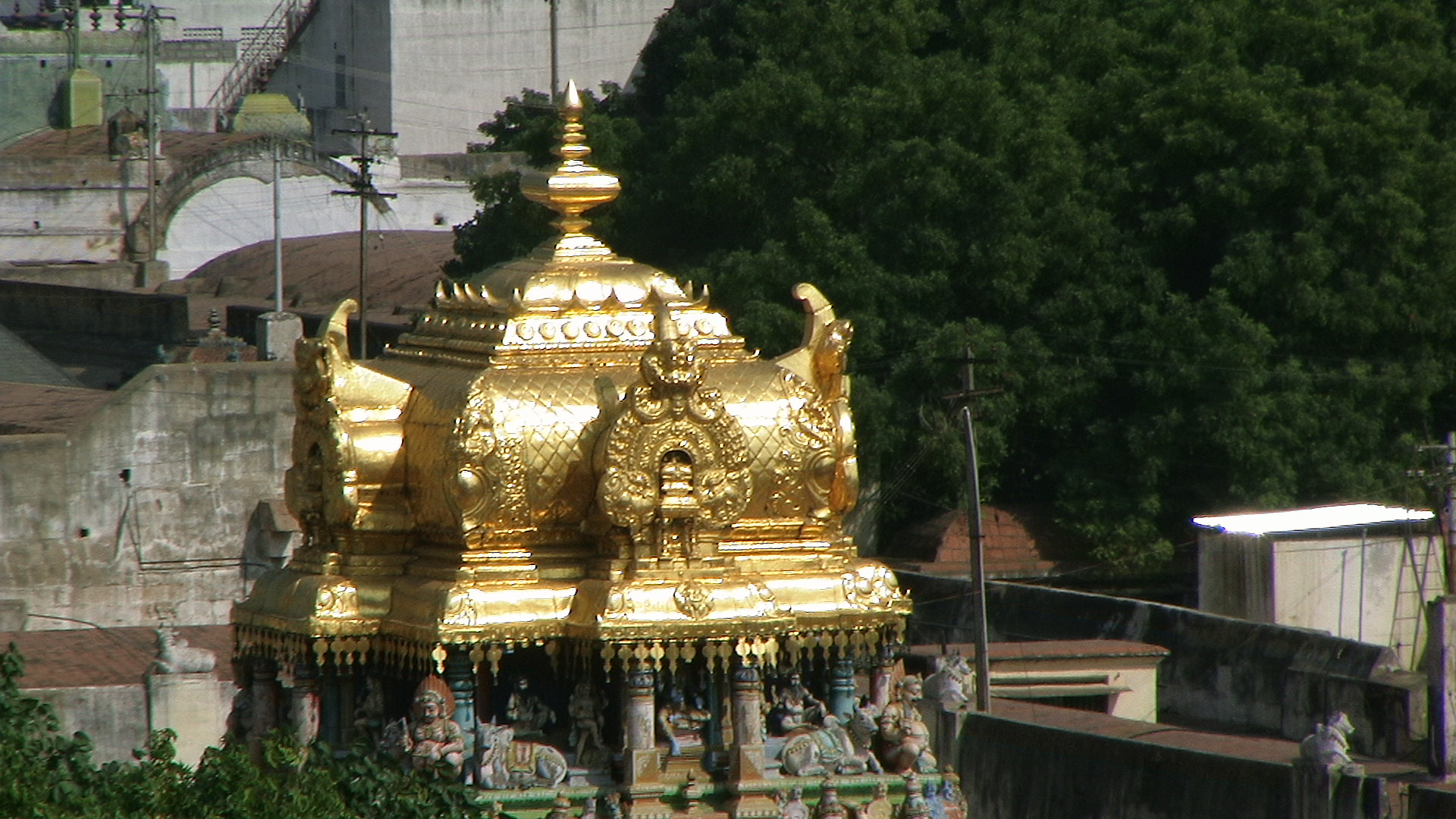
Vergoldeter Turm über dem Sundareshvara-Schrein

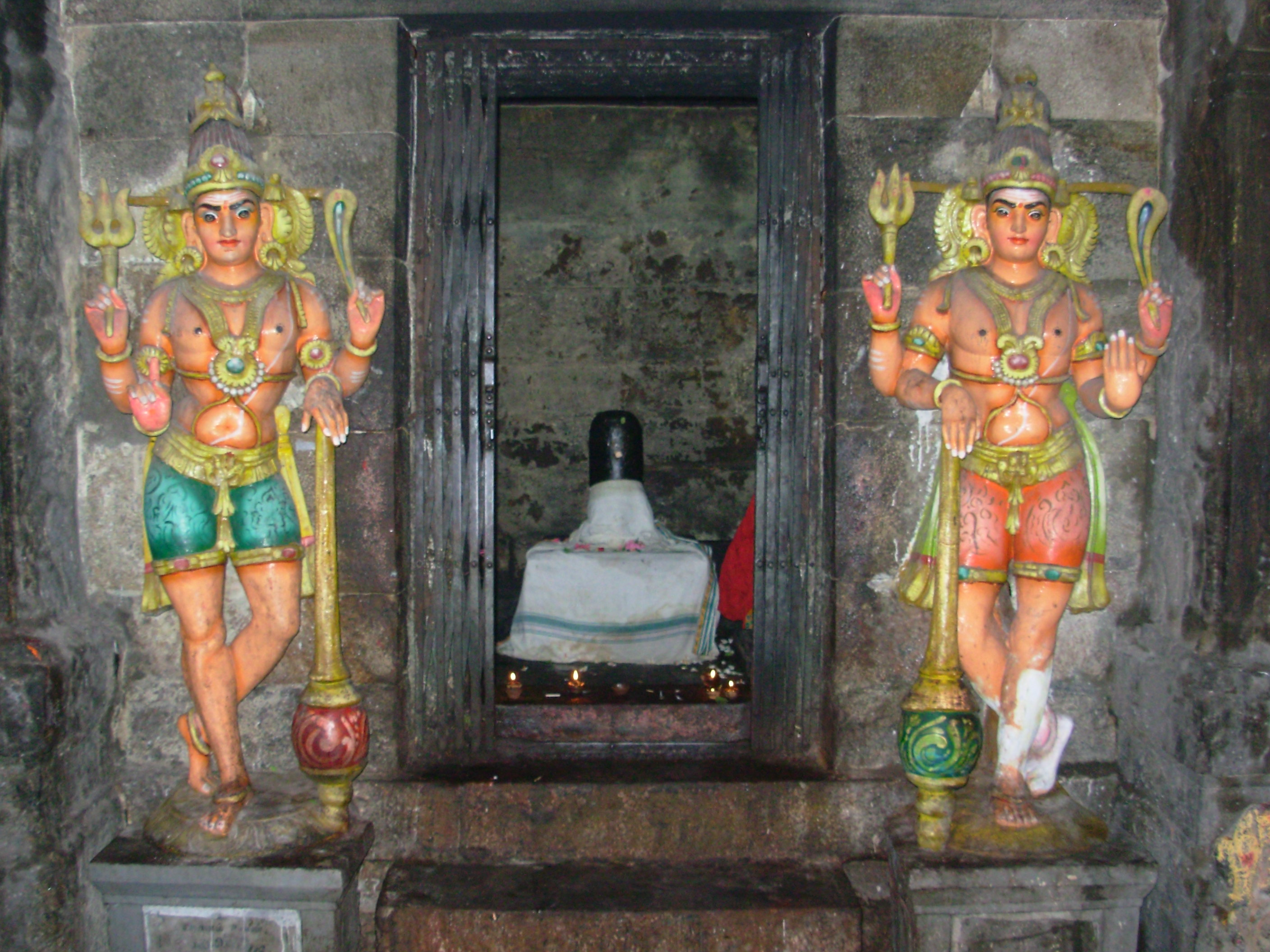
Linga in einem Nebenschrein des Sundareshvara-Heiligtums

Der Minakshi-Tempel besitzt zwei Hauptschreine. Aus architektonischer Sicht stellt sich der Sundareshvara-Schrein durch seine Größe sowie seine Lage im Mittelpunkt der Hauptachsen des Tempels und nordöstlich des Minakshi-Schreines als der wichtigere der beiden dar. Beide Schreine sind nach dem gleichen Prinzip aufgebaut. Im Zentrum befindet sich das Allerheiligste (Garbhagriha) mit den Götterbildern. Das Allerheiligste des Sundareshvara-Schreins hat eine Grundfläche von 10 × 10 m, beim Minakshi-Schrein sind es 7,5 × 7,5 m. Östlich vor dem Allerheiligsten sind zwei Vorkammern (Ardhamandapa und Mahamandapa) vorgelagert. Das Allerheiligste wird von zwei konzentrischen säulengestützten Umgängen (Prakaras) umgeben und von einem Turm (Shikhara) bekrönt, der nur von bescheidener Höhe, dafür aber mit Gold überzogen ist.
Die beiden Schreine bilden den ältesten Teil des Tempels. Sie entstanden während der Herrschaftszeit von Kulasekara Pandiyan (1190–1216). Seine Nachfolger ließen im 13. Jahrhundert die Vorkammern und die Umgänge erbauen. Weitere Umbauten fanden im 16. und 17. Jahrhundert statt.
Im Innersten des Sundareshvara-Schreins befindet sich wie in fast allen Shiva-Tempeln keine bildliche Darstellung der Gottheit, sondern ein Linga als nicht-bildhaftes Symbol Shivas. Minakshi ist dagegen anthropomorph dargestellt. Ihr Bildnis ist etwa 1,20 Meter hoch und aus grünem Stein gefertigt. Außer diesen beiden unbeweglichen Statuen im Allerheiligsten werden im Tempel Bronzestatuen der beiden Gottheiten aufbewahrt, die bei Prozessionen herausgetragen werden können. Neben dem Linga und der Minakshi-Statue beherbergen die beiden Schreine zahlreiche weitere Bildnisse: Direkt gegenüber den beiden Heiligtümern steht jeweils eine Figur von Shivas Reittier (Vahana), dem Nandi-Bullen. An den Toren auf der West-Ost-Achse befinden sich Statuen von Vinayaka (Ganesha) und Subramanya (Skanda, Murugan), den Söhnen des göttlichen Paares. Ferner gibt mehrere weitere Lingas, Bildnisse von anderen Erscheinungsformen Shivas und der Göttin, anderer Gottheiten, der 63 in Tamil Nadu verehrten shivaitischen Heiligen (Nayanmars), der Sangam-Dichter sowie den Stumpf eines Kadamba-Baumes.
Die Vinayaka-Statue, die am südlichen Eingang des Sundareshvara-Schreins steht, soll im 17. Jahrhundert auf dem Grund des Mariamman-Teppakulam-Teiches entdeckt und in den Tempel verbracht worden sein. Besonderer Beliebtheit unter den Gläubigen erfreuen sich die im zweiten Prakara des Sundareshvara-Schreins befindlichen Reliefs einer gebärenden Frau, die von schwangeren Frauen mit Öl bestrichen wird, und des Affengottes Hanuman, der stets mit rotem Farbpulver bedeckt ist. Bis vor kurzem war es unter den Tempelbesuchern Sitte, zwei Statuen, die Shiva als Urdhva Tandava und die Göttin als Bhadrakali beim Tanzwettbewerb darstellen, mit Butterkugeln zu bewerfen.

### Säulenhallen

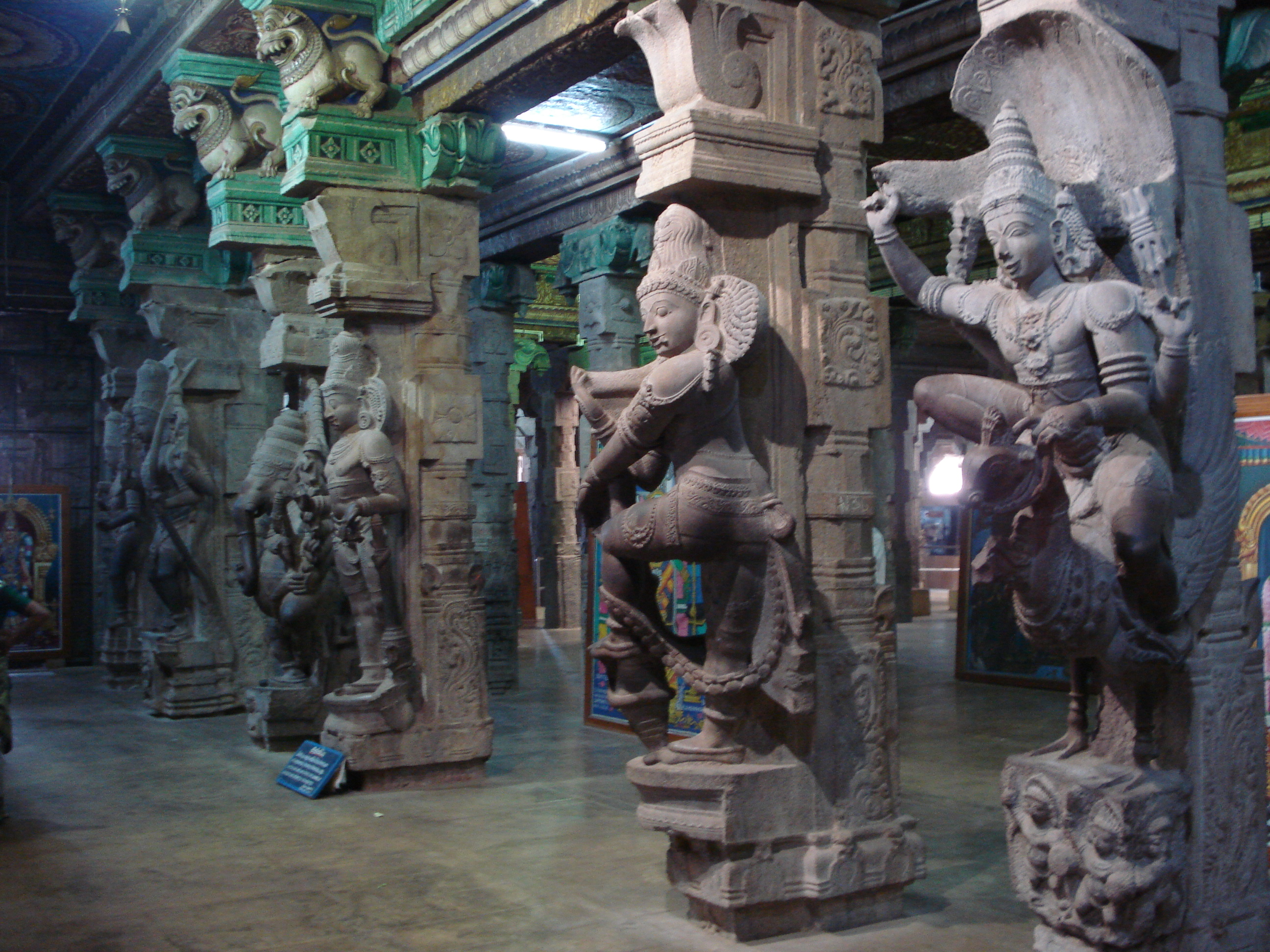
Skulpturierte Säulen in der 1000-Säulen-Halle

Im östlichen Bereich des Tempels befinden sich mehrere Säulenhallen (Mandapas), von denen die Tausend-Säulen-Halle, das Viravasantaraya-Mandapa und das Minakshi-Nayaka-Mandapa die bedeutendsten sind. Sie stammen allesamt aus der Nayak-Zeit zwischen dem 16. und dem frühen 18. Jahrhundert. Die Dächer der Hallen werden von teils kunstvoll mit Skulpturen von Pferden, Löwen oder Göttern geschmückten monolithischen Pfeilern gestützt. Die Mandapas dienen als Versammlungssäle, Aufenthaltsräume für Pilger und Markthallen, in denen Verkäufer den Tempelbesuchern Devotionalien verkaufen.
Das größte Mandapa ist die sogenannte 1000-Säulen-Halle (Ayirakkal-Mandapa) mit einer Grundfläche von 76 × 73 m. Tatsächlich beträgt die Anzahl der Säulen hier 1029. Heute dient die 1572 erbaute Halle nicht mehr ihrer ursprünglichen Funktion, sondern beherbergt ein Tempelmuseum mit einer Sammlung von Skulpturen. Zwischen dem Ostgopuram und dem Sundareshvara-Schrein liegt das 1608–1623 erbaute Viravasantaraya-Mandapa, das zahlreiche Verkaufsstände beherbergt. Das Minakshi-Nayaka-Mandapa (erbaut 1704–1732) befindet sich zwischen dem Tempelteich und dem Tor der acht Gottheiten. Außerhalb des Tempels gegenüber dem Ostgopuram liegt das 100 × 32 m große und von 124 Pfeilern gestützte Pudu Mandapa. Es gehört genau genommen nicht Tempelkomplex, wurde aber unter Tirumalai Nayak (1623–1659) als vorgelagerte Eingangshalle des Tempels angelegt. Heute wird es als Markthalle genutzt.

### Tempelteich

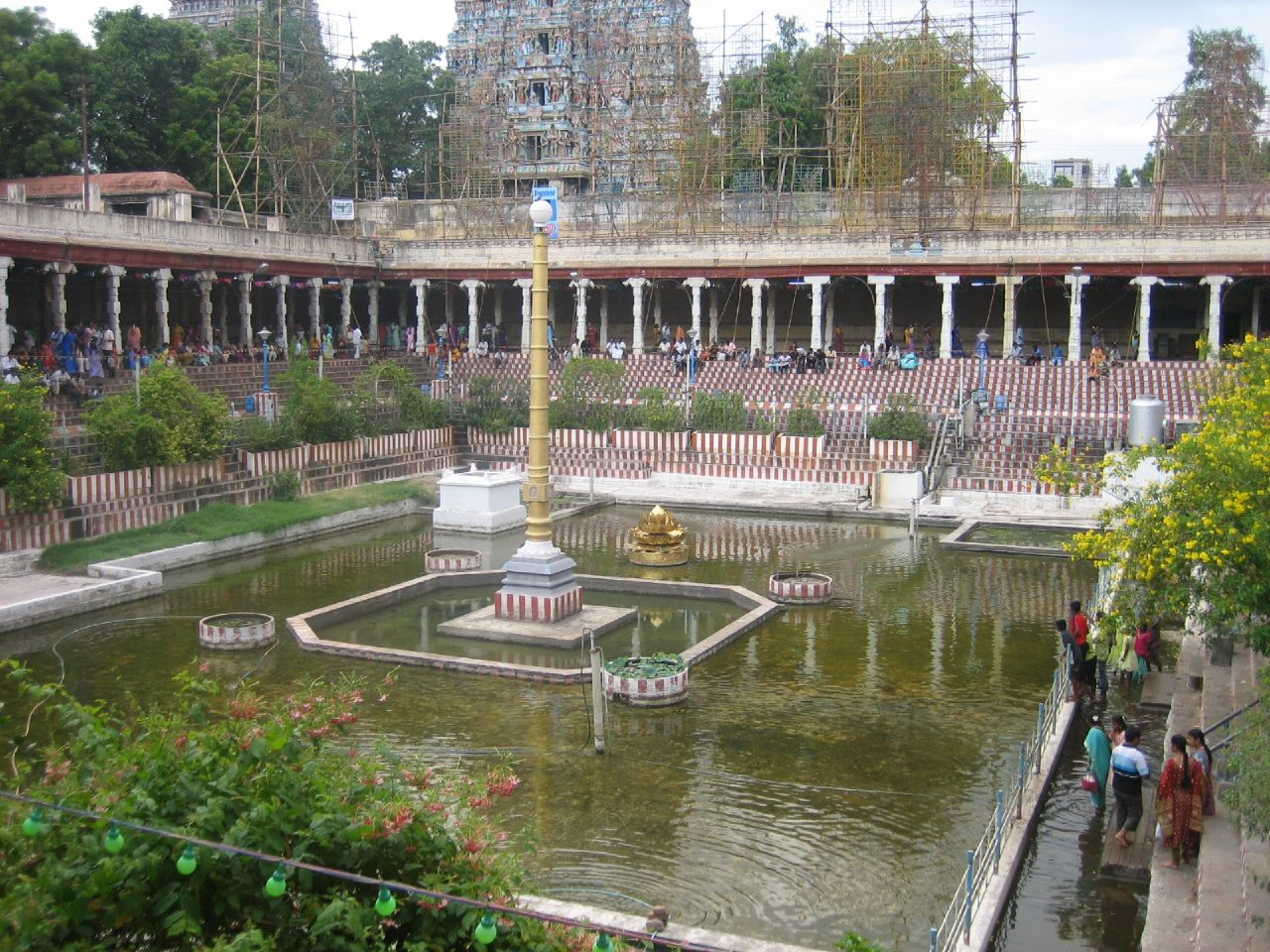
Blick auf den Tempelteich

Nahe dem Südgopuram und dem Minakshi-Schrein liegt der Tempelteich, welcher als „Teich des goldenen Lotus“ (Pottamarai Kulam) bekannt ist. Es handelt sich um ein rechteckiges Becken mit zum Wasser führenden Treppenstufen (Ghats). In der Mitte befinden sich eine goldene Säule und eine ebenfalls vergoldete Skulptur einer Lotusblüte. Der Tempelteich dient Gläubigen als Ort für rituelle Waschungen. Den Teich des goldenen Lotus umgibt ein Säulengang, dessen Wände mit Wandmalereien aus dem 17. Jahrhundert geschmückt sind. Diese stellen Szenen aus dem Tiruvilayadal Puranam, der Ortslegende des Minakshi-Tempels, dar.
Ein weiterer mit dem Minakshi-Tempel verbundener Tempelteich, der Mariamman-Teppakulam-Teich, befindet sich rund fünf Kilometer östlich. Er wurde 1646 angelegt und ist der größte Tempelteich Tamil Nadus. Alljährlich im Januar oder Februar werden die Götterbilder Minakshis und Sundareshvaras anlässlich des Teppam-Festes in einer feierlichen Prozession zum Mariamman-Teppakulam-Teich gebracht.

## Religiöses Leben

### Gott und Göttin

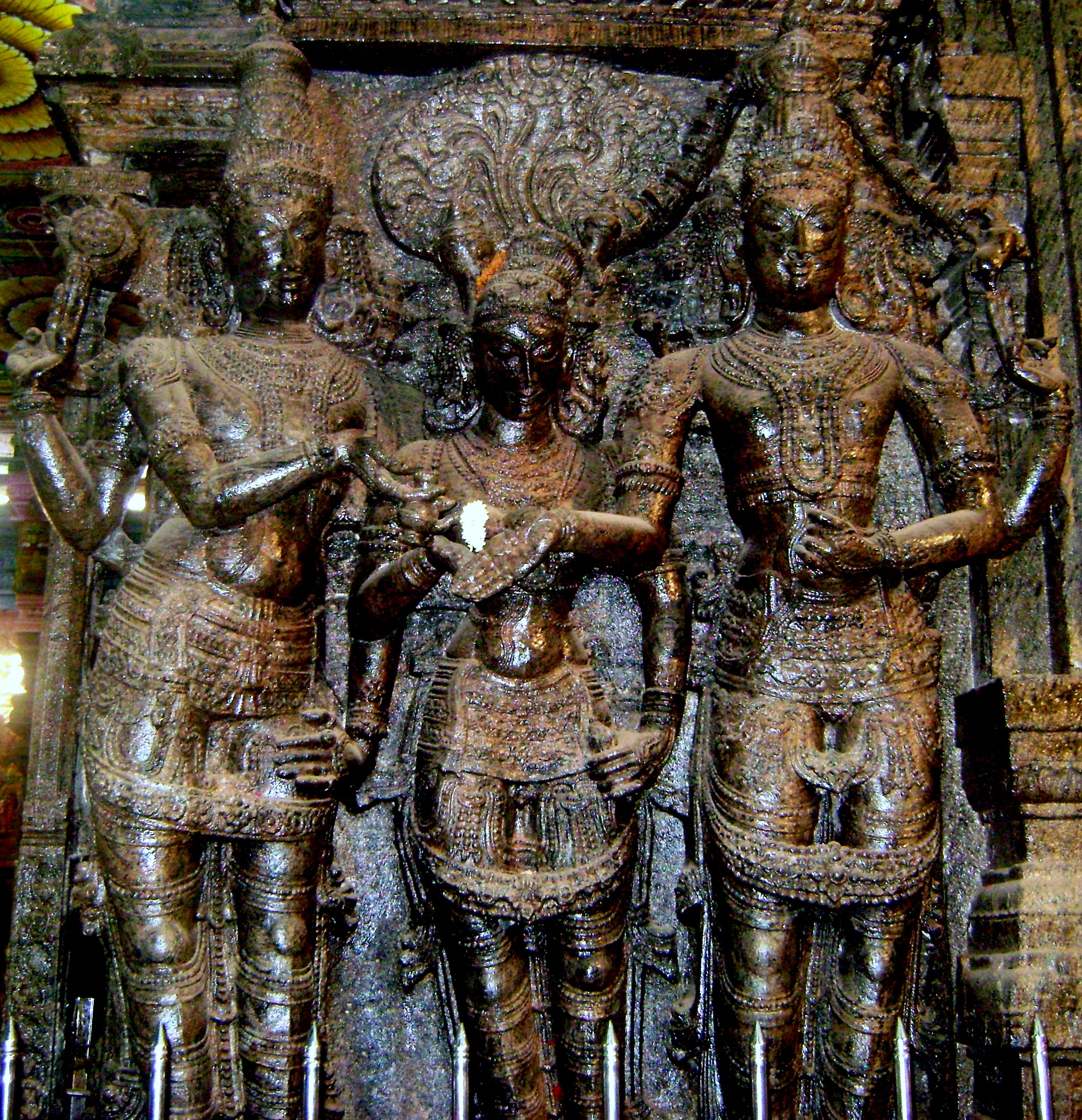
Vishnu übergibt Shiva Minakshi als Ehefrau (Skulptur im Minakshi-Tempel)

Der Tempel von Madurai ist ein shivaitischer Tempel (der Shivaismus ist neben dem Vishnuismus eine der beiden Hauptströmungen des orthodoxen Hinduismus). Im Tempel werden der Gott Shiva und seine Gefährtin Minakshi verehrt, die dem Mythos zufolge hier geheiratet haben sollen. Minakshi wird als lokale Erscheinungsform der Göttin Parvati identifiziert und gilt gleichzeitig als Schwester Vishnus. Außergewöhnlich für einen Shiva-Tempel ist, dass in Madurai nicht Shiva, sondern die Göttin im Mittelpunkt der Verehrung steht. Nominell ist Shiva der Hauptgott des Tempels, doch wird entgegen der üblichen Praxis Minakshi stets vor ihrem Gatten gehuldigt. Auch wird ihr Götterbild bei Prozessionen entgegengesetzt zur üblichen Ordnung zur Rechten ihres Ehemanns positioniert. Dies spiegelt sich auch in der tamilischen Redensart „Ist bei euch zu Hause Madurai oder Chidambaram?“ wider, bei der Madurai für die weibliche und Chidambaram für die männliche Dominanz in einer Ehe steht.
Der Gott Shiva hat neben seinen aus der hinduistischen Mythologie bekannten Erscheinungsformen zahlreiche lokale, auf einen bestimmten Tempel beschränkte Manifestationen mit jeweils eigenen Charakteristika und einem eigenen, mit dem Ort verknüpften Mythos. In Madurai wird Shiva als Sundareshvara („der schöne Herr“) bzw. Chokkar („der Schöne“) verehrt. Zudem gilt der Minakshi-Tempel neben dem Nataraja-Tempel von Chidambaram sowie den Tempeln von Tirunelveli, Tiruvalangadu und Courtallam als eine von „fünf Tanzhallen“ (Pancha Sabha), in denen Shiva in seiner Erscheinungsform als Nataraja seinen kosmischen Tanz aufführt.

### Priester

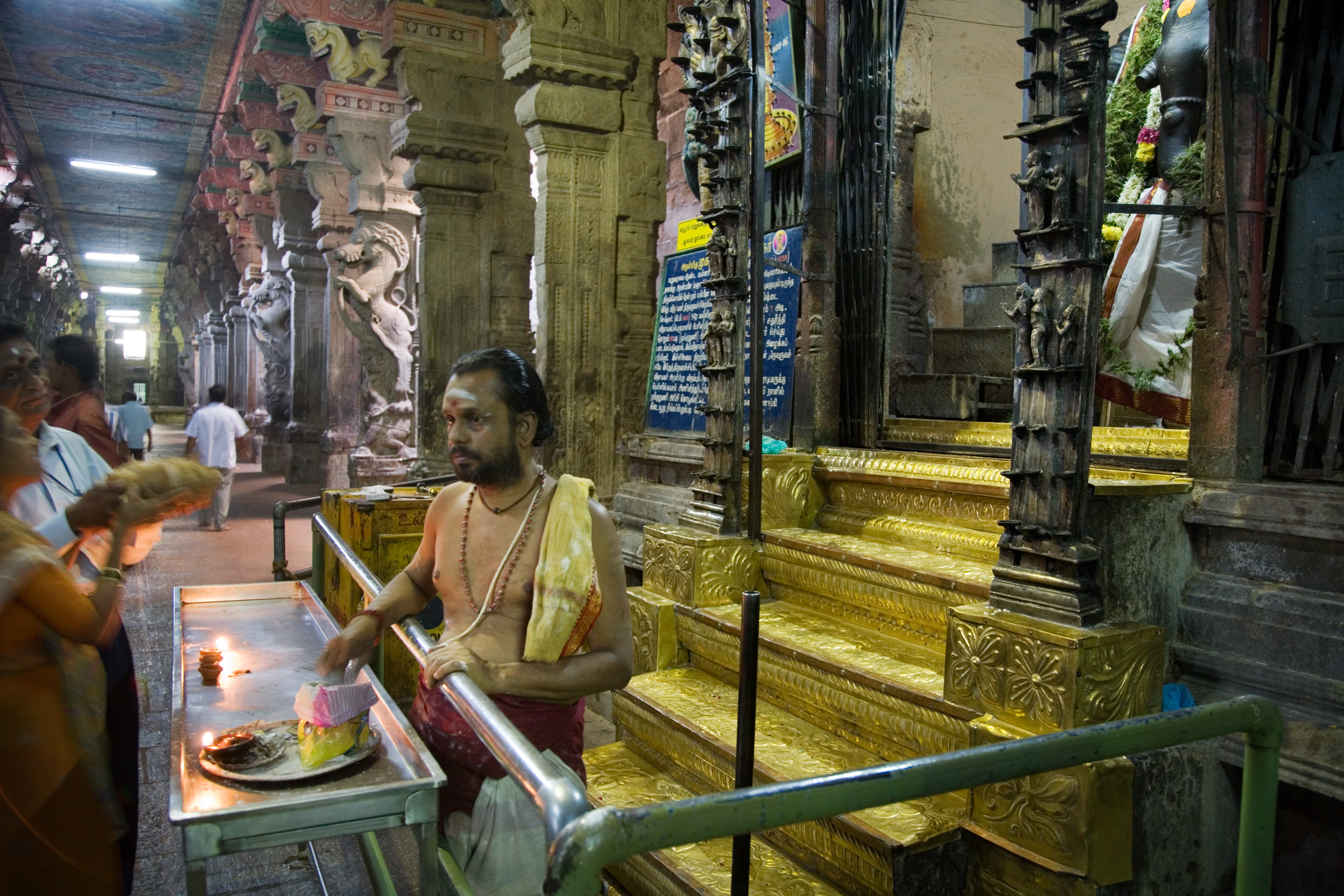
Priester am Vinayaka-Schrein

Im Jahr 2000 arbeiteten im Minakshi-Tempel gut siebzig Priester. Die Priester werden Bhattars genannt (ursprünglich ein Ehrentitel) und tragen diese Bezeichnung auch als Kasten-Nachnamen. Die Bhattars gehören, wie die Priester aller shivaitischen Tempel Tamil Nadus, zu den Adishaivas, einer brahmanischen Unterkaste. Die Priester leben geschlossen in einem Viertel nördlich des Tempels. Ihren eigenen Chroniken zufolge sollen die Tempelpriester unter Kulasekara Pandiyan (1190–1216) aus Nordindien nach Madurai gekommen sein. Daneben arbeiten im Tempel Tempeldiener, die einer anderen, nicht-priesterlichen brahmanischen Unterkaste angehören. Sie bereiten unter anderem die Speisen vor, die den Göttern dargeboten werden, und assistieren den Priestern bei ihren Riten.

### Tempelbesucher

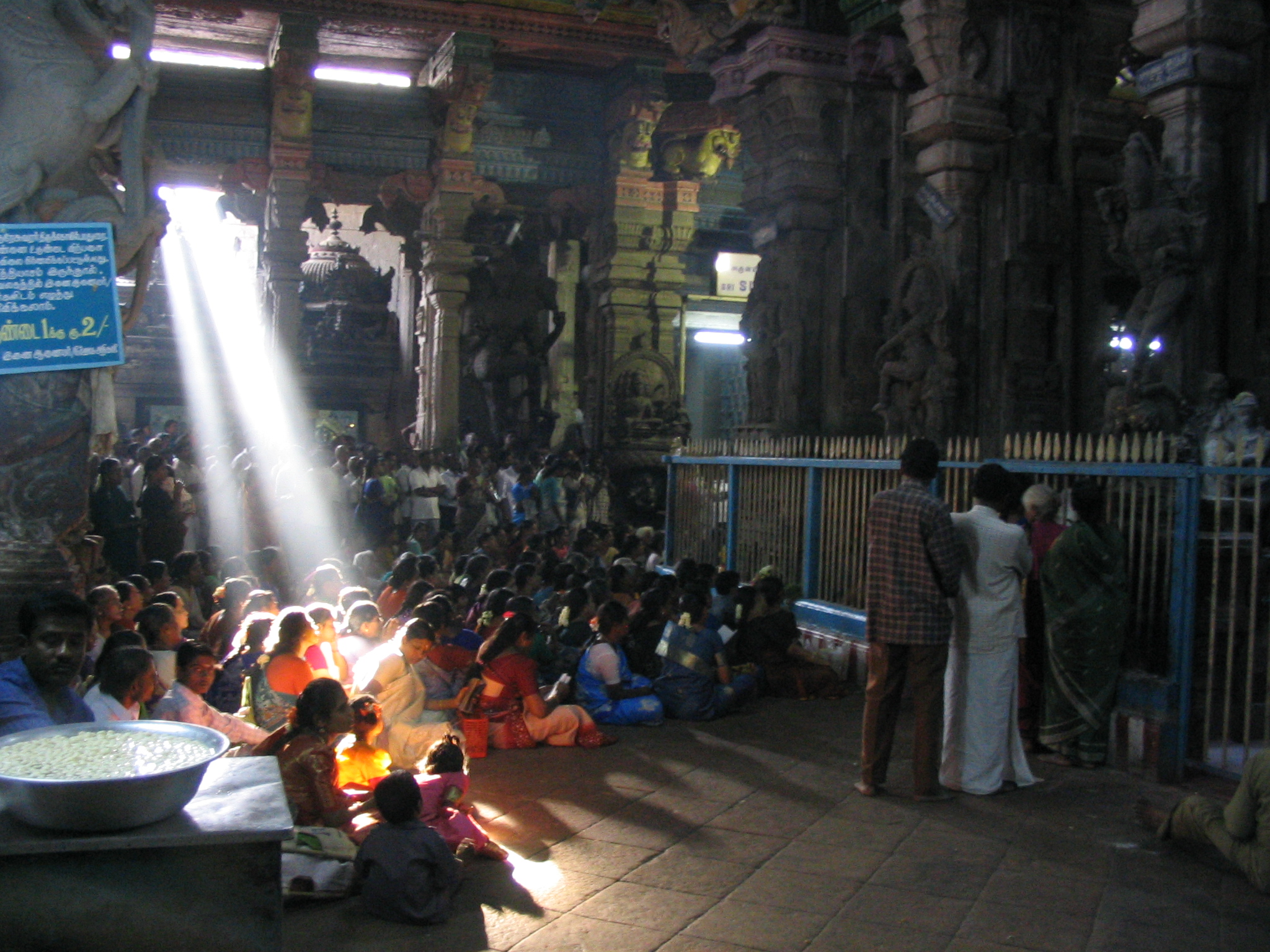
Tempelbesucher in einer Säulenhalle

Der Minakshi-Tempel ist einer der meistbesuchten Tempel Tamil Nadus. Nach einer Schätzung aus den 1980er Jahren suchen täglich durchschnittlich rund 20.000 Menschen den Tempel auf, an besonderen Feiertagen kann die Zahl sich verdoppeln. Der Tempelbesuch folgt bei Gläubigen einer festgelegten Abfolge. Dabei werden die Heiligtümer, zuerst der Minakshi- und dann der Sundareshvara-Schrein, vom äußeren zum inneren Prakara voranschreitend im Uhrzeigersinn umschritten (Pradakshina).
Weil sich die Verehrung Minakshis im Wesentlichen auf Madurai und Umgebung beschränkt, ist der Minakshi-Tempel kein allzu bedeutendes Wallfahrtsziel. Dennoch besuchen Pilger aus anderen Teilen Indiens auf dem Weg nach Rameswaram oftmals den Tempel wegen seiner Größe und seines hohen Alters. Für ausländische Touristen gehört der Minakshi-Tempel zu den wichtigsten touristischen Sehenswürdigkeiten Tamil Nadus. Jährlich besuchen 150.000 Ausländer Madurai (Stand: 2003). Nicht-Hindus ist der Zutritt zu den heiligsten Bereichen des Tempels (dem Minakshi-Schrein und dem innersten Prakara des Sundareshvara-Schreines) verwehrt. Zugangsbeschränkungen für Dalits (Kastenlose) bestehen hingegen seit 1939 nicht mehr.

### Tiere

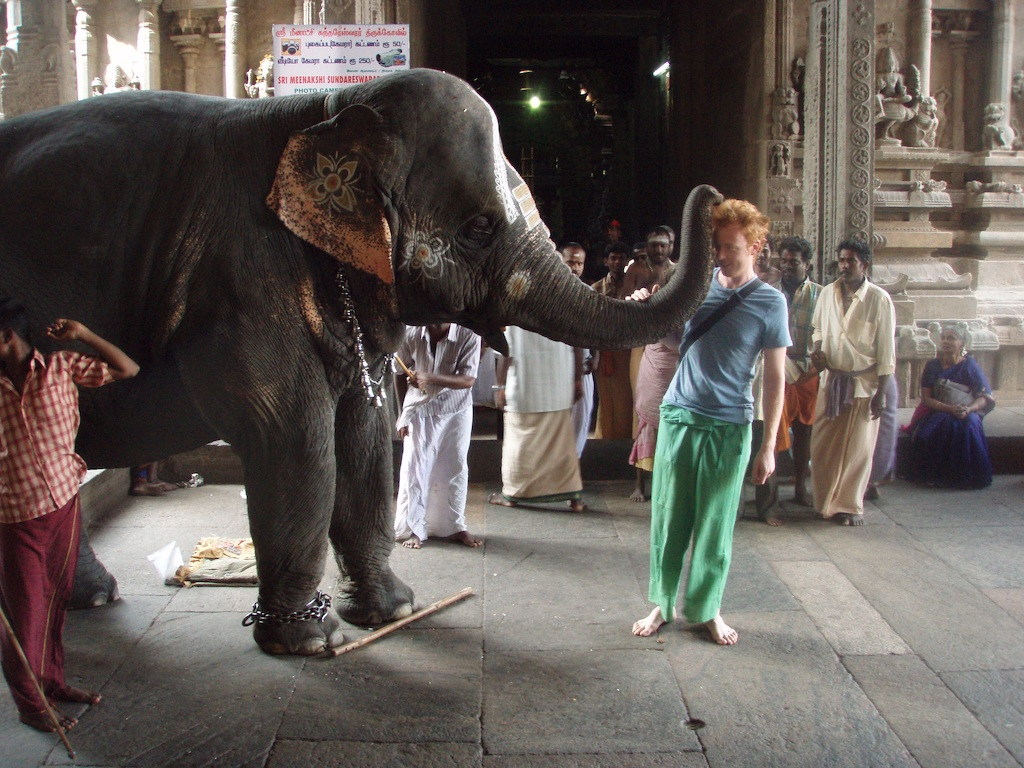
Ein Tourist wird vom Tempelelefanten gesegnet

Im Minakshi-Tempel wird eine Reihe von Tieren gehalten. Wie in den meisten größeren Hindutempeln segnet auch im Tempel von Madurai ein Tempelelefant die Besucher gegen eine Geldspende durch eine Berührung mit dem Rüssel. Daneben nimmt er festlich geschmückt an Prozessionen zu bestimmten Festen teil. Derzeit gibt es im Minakshi-Tempel nur einen Tempelelefanten, die 1997 geborene Elefantenkuh Parvathi. Neben dem Elefanten leben im Tempel von Madurai Kühe und – einzigartig für Südindien – zwei Kamele, die ebenfalls bei Prozessionen eingesetzt werden. Im Minakshi-Schrein werden ferner sprechende Papageien gehalten, die darauf trainiert sind, den Namen der Göttin auszusprechen (der Papagei gilt als Erkennungszeichen Minakshis).

### Feste

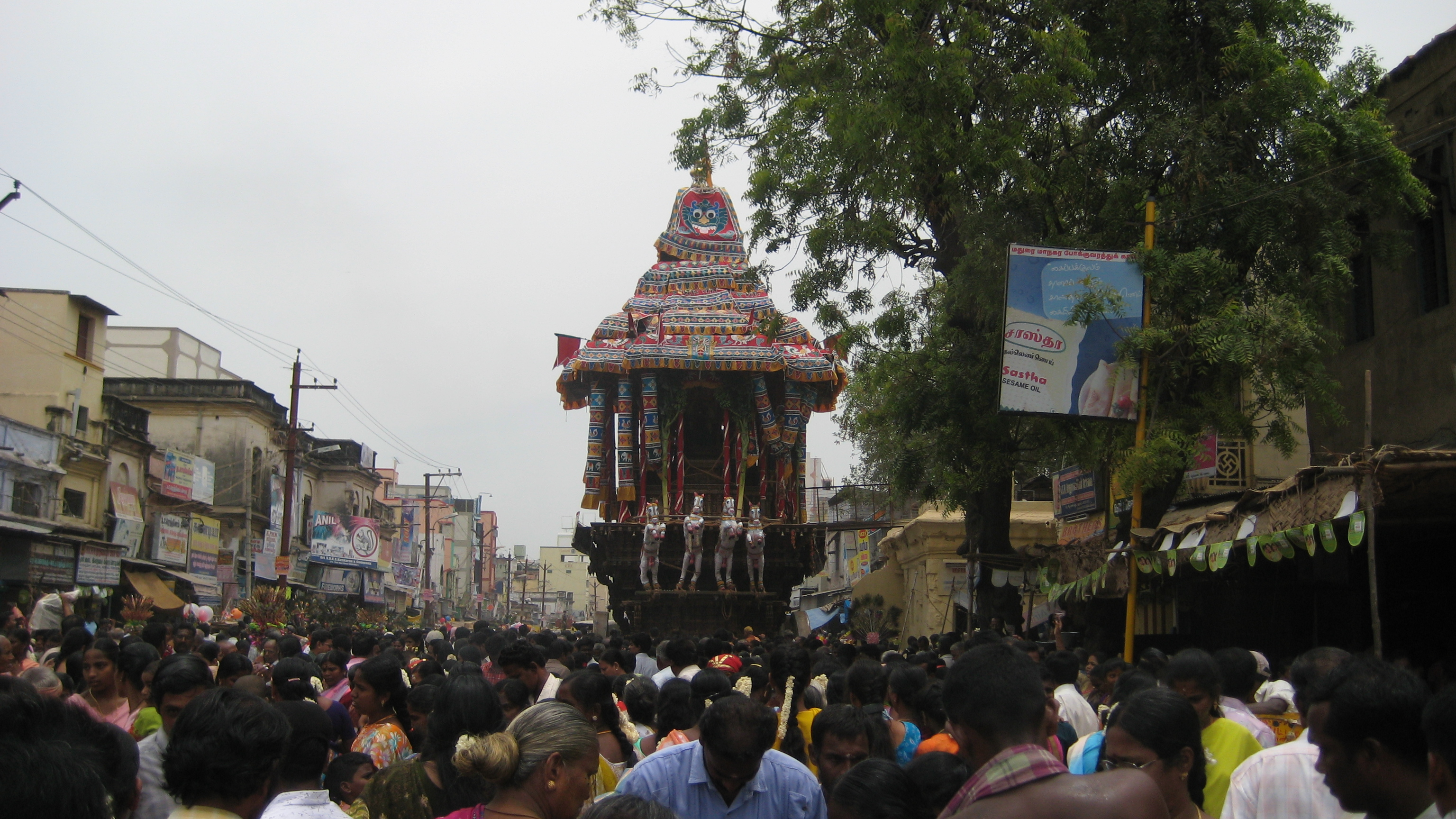
Tempelwagen beim Chittirai-Fest

Madurai feiert jedes Jahr elf große Tempelfeste. In jedem Monat des tamilischen Kalenders mit Ausnahme des Monsun-Monats Ani (Juni/Juli) findet ein Fest statt, bei dem die Götterbilder Minakshis und Shivas in prunkvollen Prozessionen auf großen Tempelwagen (Rathas) durch die Ringstraßen um den Tempel herum gezogen werden. Das Hauptfest findet im Monat Chittirai (April/Mai) statt. Bei diesem zwölftägigen Fest, zu dem zehntausende Menschen nach Madurai strömen, wird die im Gründungsmythos des Tempels geschilderte göttliche Hochzeit zwischen Shiva und Minakshi zelebriert. Am achten Tag des Festes wird Minakshi zur Herrin der Stadt gekrönt. Am Tag darauf wird sie auf der Masi-Straße durch die Stadt getragen, um ihren Herrschaftsanspruch gegenüber den Gottheiten der acht Himmelsrichtungen zu demonstrieren: Die Göttin unterwirft Indra im Osten, Agni im Südosten, Yama im Süden, Nirriti im Südwesten, Varuna im Westen, Vayu im Nordwesten und Kubera im Norden. Erst Ishana (eine Form Shivas) im Nordosten bezwingt Minakshi, die daraufhin in ihm ihren zukünftigen Gatten erkennt. Am zehnten Tag des Festes wird die Hochzeit des göttlichen Paares vollzogen und am elften Tag durch eine große Prozession gefeiert.